# وادي الكرمة
وادي الكرمة هو مجرى مائي ينبع من جبال ساحل الجزائر، ويمر من الغرب إلى الشرق الضواحي الجنوبية الغربية للجزائر العاصمة ليصب في وادي الحراش وهو أحد روافده الرئيسية.

## وصف
يبدأ مساره بين أولاد فايت والدويرة ويتجاوز بابا حسن من الجنوب على طول الطريق الاجتنابي الثاني جنوب الجزائر، ثم يمر بين السحاولة ومريديجة ليقطع المكان الذي يسمى وادي الكرمة ليصب في وادي الحراش، غالبًا ما يتسبب فيضانه في أضرار مادية، خاصة عند مستوى الطريق الوطني 63 بين بابا حسن وخرايسية، وكجزء من مشروع تطوير واد الحراش، يجري بناء مجمّع كبير بطول 13 كم على طول وادي الكرمة.